# Améné-Mossi
Ne doit pas être confondu avec Améné-Saaba.
Améné-Mossi, également orthographié Amné-Mossi, est une localité située dans le département de Koumbri de la province du Yatenga dans la région Nord au Burkina Faso.

## Économie
L'agropastoralisme est l'activité principale du village qui possède une banque de céréales.

## Santé et éducation
Le centre de soins le plus proche d'Améné-Mossi est le centre de santé et de promotion sociale (CSPS) d'Améné-Saaba tandis que le centre hospitalier régional (CHR) se trouve à Ouahigouya.
Le village ne possède pas d'école primaire, les élèves devant se rendre à Améné-Saaba.